# Riho Sakamoto
Riho Sakamoto (坂本 理保 Sakamoto Riho?), född 7 juli 1992, är en japansk fotbollsspelare som spelar för AC Nagano Parceiro.
Riho Sakamoto spelade 1 landskamp för det japanska landslaget.